# Weiblichkeit

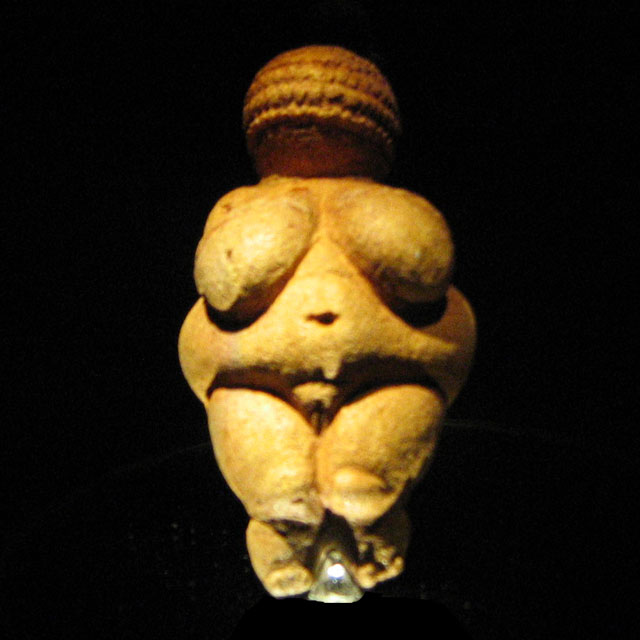
Venus von Willendorf, um 25.000 v. Chr.

Weiblichkeit, seltener Fraulichkeit oder Femininität bzw. Feminität (Adjektiv: feminin), umfasst kulturell und gesellschaftlich der Frau zugeschriebene Eigenschaften.

## Wortherkunft
Das Wort ‚Weiblichkeit‘ ist schon seit dem 15. Jahrhundert bezeugt (spätmhd. wîplicheit) und in seiner Ursprungsbedeutung nach Grimm „Charakter, Eigenschaft als Frau“, synonym zu einem noch älteren althochdeutschen wîbheit ‚weibliche Wesensart‘, beide zum Wort Weib, dem ursprünglichen Allgemeinbegriff der Frau. Letzteres wird im Laufe des Mittelalters in der Hochsprache zunehmend pejoriert (nicht aber in vielen Dialekten), während die eigenschaftszeigende ‚-lich‘-Bildung insgesamt ihren neutralen Charakter bewahrt. ‚Fraulichkeit‘ ist eine Ersatzbildung jüngeren Datums, und gehobeneren Stils ‚feminin‘ aus dem Französischen féminin (zu lateinisch femina ‚Frau‘) ist erst über die Modesprache des vorvorigen Jahrhunderts ins Deutsche übernommen.

## Näheres zum Begriffsfeld
Innerhalb binärer Geschlechterordnungen steht Weiblichkeit als Begriff (oder Schlagwort) dem Begriffspol „Männlichkeit“ gegenüber; entweder konträr (dann gibt es Zwischenformen) oder kontradiktorisch (dann schließt Eines das Andere aus: Was „nichtweiblich“ ist, ist dann immer „männlich“). Weiblichkeit ist wie Männlichkeit ein kulturell-ideologisch verdichtetes Verständnis. Die über Weiblichkeit „den“ Frauen zugeschriebenen Eigenschaften unterliegen unter anderem dem kulturellen und sozialen Wandel; manchmal werden sie mit den biologisch weiblichen Merkmalen als verbunden angesehen (vgl. Weibchen).
Zuschreibungen an geschlechtsspezifisch weiblichen Eigenschaften, Aufgaben und Neigungen (und damit einhergehende ökonomische und politische Geschlechterverhältnisse) waren historisch in vielen, insbesondere in antiken androkratischen Gesellschaften verbreitet und erklärt durch Philosophien, unter Weiblichkeit gefaßte Eigenschaften seien infolge des Geschlechts naturgegeben (oder sogar „göttlich gewollt“). Während diesen alten Konstruktionen im westlichen Kulturraum des 20. Jahrhunderts zunächst entgegenstellt wurde, dass geschlechtsspezifische Eigenschaften und Dispositionen sozialisationsbedingt entwickelt werden, wird heute der biologischen Weiblichkeit (sex) die neue Konstruktion der sozialen Weiblichkeit als gesellschaftlich konstituiertes Geschlecht im Geschlechterverhältnis (gender) gegenübergestellt.

### Gender Studies
Verschiedene Religionen, Weltanschauungen und gesellschaftswissenschaftliche Positionen gehen gleichwohl von unterschiedlichsten Modellen aus; verschiedene politische Systeme begründeten ihre Politikentwürfe zu gesellschaftlichen Geschlechterordnungen und -verhältnissen entsprechend ihrer jeweiligen normativen (legislativen wie judikativen) Zuschreibung von weiblichen Pflichten und weiblichen Rechten unterschiedlich (vgl. beispielsweise für Deutschland die nationalsozialistische, die DDR-, verschiedene feministische Ansätze, aktuelle androzentrische oder geschlechterdemokratische Geschlechterpolitiken). Die Geschlechtersoziologie sowie die Gender Studies verschiedener gesellschaftswissenschaftlicher Disziplinen beschäftigen sich mit diesen feministisch geprägten Fragen.

### FLINT
Als Erweiterung des Begriffs „Frau“ wird im feministischen Zusammenhängen die Abkürzung „FLINT“ verwendet (Frauen, Lesben, Intergeschlechtliche, Nichtbinäre und Transgender), auch mit Trans-Sternchen für weitere Identitäten: FLINT*. Insbesondere wird die Bezeichnung verwendet, um Zielgruppen von Veranstaltungen oder von queerer Sexarbeit zu beschreiben. Anfang 2022 erklärt das Queer-Lexikon der Berliner Tageszeitung Der Tagesspiegel: „Der Begriff FLINTA* wird oftmals verwendet, um deutlich zu machen, wer in bestimmten Räumen und bei bestimmten Veranstaltungen willkommen ist.“
Die Bezeichnung steht unter anderem in Konkurrenz mit der Schreibweise „Frauen*“, bei der das Trans-Sternchen auch weibliche Geschlechtsidentitäten im Allgemeinen einbeziehen will.

## Biologie
In der Biologie wird „Weiblichkeit“ als „die Zugehörigkeit zum weiblichen Geschlecht“ im Sinne eines von zwei Geschlechtern verstanden, die anhand von Körperlichkeiten, Blütenformen u. a. historisch durch die Biologie selbst und einzelne ihrer Vertreter definiert wurden, oder über die Produktion weiblicher Gameten, welche bei vielzelligen Tieren in der Regel mit dem Legen von Eiern oder der Geburt von Nachwuchs einhergeht. Zoologisch vgl. Weibchen.
Früher, noch vor der wissenschaftlichen Erkenntnis von den Geschlechtsunterschieden bei Pflanzen im 17. Jahrhundert, nämlich 1694, unterschied man gelegentlich weibliche und männliche Pflanzen(arten), wobei meist die Wuchsform ausschlaggebend war. So unterschied man geschlechtlich bei der ohnehin „anthropomorphen“ Mandragora. Auch unterschied man Geschlechter nach Farben, wie beim Gauchheil, der rotblühend (Acker-Gauchheil) als männlich und blaublühend (Variante bzw. Blauer Gauchheil, lateinisch Anagallis femina, noch heute Anagallis foemina genannt) als weiblich beschrieben wurde.
Seit langem in der Biologie bekannt sind Zweigeschlechtlichkeit eines Lebewesens (siehe Hermaphroditismus), nicht-bipolare Geschlechtszuordnungen u. ä. Manches als weiblich bzw. männlich gesehene Verhalten lässt sich unter biologischen Interpretationen auf hormonelle Unterschiede bei Männern und Frauen zurückführen. So ergab eine Metastudie der University of California, dass bei Menschen und Tieren unter Stress Oxytocin freigesetzt wird, das eine beruhigende, beziehungsfördernde Wirkung hat. Das weibliche Hormon Östrogen verstärkt diese Wirkung, während das männliche Hormon Testosteron die Oxytocin-Wirkung abschwächt, was bei Männern eher zu den typischen Stressreaktionen wie Aggressivität oder Flucht führt, während Frauen unter Stress eher betreuende Funktionen oder soziale Bindungen verstärken.
In der Soziobiologie werden Geschlechterunterschiede mit den unterschiedlich hohen Investitionen in den Nachwuchs erklärt. Frauen investieren mehr in ihren Nachwuchs als Männer. Demzufolge könnte sich ein weibliches Verhalten entwickelt haben, das eher eine hohe „Qualität“ einiger weniger Nachkommen gegenüber einer hohen Anzahl an Nachkommen favorisiert, also ein sexuell wählerisches Verhalten und Bevorzugung verpflichtender Beziehungen.

## Soziologie und Sozialpsychologie
Soziologisch bzw. sozialpsychologisch gesehen kommt biologischen und sozialen Geschlechterfaktoren eine gleich große Bedeutung zu, wobei man teilweise den gesellschaftlichen Erwartungen an Geschlechtsrollenkonformität (vgl.: Soziale Rolle) einen größeren Einfluss zumisst. Als weiblich, fraulich oder feminin gelten die – und nur die – Frauen, die den Vorstellungen des jeweiligen soziokulturellen Umfeldes von „Weiblichkeit“ entsprechen. Auf diese Weise entstehen Paradoxa wie das Attribut „unweibliche Frau“ oder der Begriff „Mannweib“. Da es für manche Menschen schwer ist, zu verstehen, dass sich Menschen nicht in dieses binäre Raster einteilen lassen, werden Erklärungen für nicht-konforme Frauen (und Männer) in der Biologie gesucht. Die Nicht-Konformität des Genders mit dem biologischen Geschlecht wird zumeist negativ bewertet. Ein Beispiel ist die Vorstellung der „Virago“, mit welchem Frauen diffamiert werden, welche körperlich oder durch ihr Verhalten nicht der „Weiblichkeitsnorm“ entsprechen.
„Weiblichkeit“ bedeutet auch die Projektion eines Bündels von Normen, die von der Gesellschaft oder Gruppen einer Gesellschaft für Mädchen und Frauen gesetzt werden. Wie andere Normen kann man sie für sich zum Beispiel auch anders definieren, sich mit ihnen sogar vollkommen identifizieren oder sie ganz ablehnen.
Diese Normen bezüglich der Weiblichkeit betreffen Aussehen, Verhalten, Fähigkeiten, Bedürfnisse, Rechte und Funktionen in der Gesellschaft usw. und leiten sich aus den Geschlechtermodellen, bei Menschen weiblichen Geschlechts dem Frauenbild usw. ab.
„Weiblichkeit“ unterliegt dem sozialen Wandel – so wie auch die Vorstellungen von Männlichkeit einem Wandel unterliegen (vgl. Zeitgeist). So werden in den letzten Jahrzehnten seit der 68er-Bewegung so genannte androgyne Ausdrucks- und Verhaltensweisen von Frauen in der westlichen Welt geduldet und teilweise anerkannt.
Der Soziologe Ferdinand Tönnies, der die Frauenbewegung begrüßt hat, hielt in Gemeinschaft und Gesellschaft 1887 die Beobachtung fest, dass gerade zu seiner Zeit, aber auch sonst in vielen Kulturen das „Weibliche“ der „Gemeinschaft“, das „Männliche“ der „Gesellschaft“ zugeordnet wird. Die frühe deutsche Soziologie umging das Thema größtenteils, ungeachtet subtiler Beiträge z. B. von Georg Simmel. 
Anfang der 1960er Jahre untersuchte Betty Friedan (USA) in ihrem Werk Der Weiblichkeitswahn die Produktion und Reproduktion traditioneller Frauen- und Mutterrollen beispielsweise durch Werbung.
In seinem Werk Die männliche Herrschaft beschreibt der französische Soziologe Pierre Bourdieu 1998 den langwährenden Prozess der Vergesellschaftung des Biologischen und der Biologisierung des Gesellschaftlichen in den Körpern und in den Köpfen. Demnach sind die Geschlechter vergesellschafteter Habitus. Weiblichkeit ist konstruiert und wird durch symbolische Wege der Kommunikation und Machtausübung sowie durch Anerkennung männlicher Dominanz perpetuiert.

## Kulturelle Vorstellung von „Weiblichkeit“

### Weiblichkeit im westlichen Kulturraum
Als Nachwirkung der Frauenbewegung kann man heute nur noch begrenzt von einem „bestimmenden Rollenbild“ sprechen. Überblicksweise kann man folgende Ansichten im Kulturraum Mitteleuropas als weit verbreitete Vorurteile über das, was „besonders weiblich“ sei, aufführen:
- Konformität mit dem jeweils (oft nur teilweise) geltenden Schönheitsideal.
- Konformität mit dem gesellschaftlich erwarteten Geschlechtsrollenverhalten.

Demgegenüber tritt, im Gegensatz zu den meisten anderen Kulturen, seit dem 20. Jahrhundert „Fruchtbarkeit“ zurück.

### Weiblichkeit im Islam

#### Zur theologischen Grundlegung
Der Koran erkennt die Unterschiedlichkeit von Mann und Frau (Fürwahr, eure Aufgabe ist in der Tat verschieden. Sure 92:4) und betont die Unterordnung der Frau unter den Mann (Die Männer stehen den Frauen in Verantwortung vor, weil Allah die einen vor den anderen ausgezeichnet hat und weil sie von ihrem Vermögen hingeben. Sure 4:34, Doch die Männer stehen eine Stufe über ihnen. Sure 2:228). Zu der Unterschiedlichkeit gehört, dass es Aufgabe der Frau sei, Nachwuchs zu gebären (Eure Frauen sind ein Saatfeld für euch; darum bestellt euer Saatfeld wie ihr wollt. Sure 2:223), während der Mann für den Unterhalt zuständig ist. Soziale Sanktionen gegen Ehefrauen werden gerechtfertigt (Und jene, deren Widerspenstigkeit ihr befürchtet: Ermahnt sie, meidet sie im Ehebett und schlagt sie! Sure 4:34).
Aktuelle Interpretationen des Korans und der betreffenden, erklärenden Hadithe sind feministischer, wenn auch ohne Frau und Mann gleichzustellen. So wird das Wort ḍaraba in Sure 4:34 nach neuer Auslegung nicht mehr nur als „schlagen“ übersetzt, sondern beispielsweise auch als „fortgehen“, „trennen“ oder „schmerzlos klappsen“. Darüber hinaus werden insbesondere Hadithe mit feministischer Aussage betont. („Das Paradies liegt zu Füßen der Mütter“)

#### Reale Kulturdifferenzen
In der Realität weitgehend islamischer Gesellschaften gibt es durchaus unterschiedliche Frauenrollen, wenn man sich vergleichend z. B. Algerien, dem nördlichen Teil Nigerias, Saudi-Arabien, Pakistan oder Indonesien zuwendet. Auch innerhalb einzelner Staaten – etwa Ägypten – finden sich große Differenzen zwischen einer Weltstadt wie Kairo und den Beduinen der Wüste. Diese Differenzen sind auch in anderen Kulturkreisen auffindbar, etwa Nordeuropas oder Chinas, wenngleich mit anderen sozialen Differenzierungen.

#### Kritik des islamischen Feminismus am westlichen Feminismus
Die wesentliche Kritik des islamischen Feminismus am westlichen Feminismus ist dessen Postulierung einer Gleichheit zwischen Mann und Frau, die es so gar nicht gebe, und die in der Praxis nur dazu führe, dass Frauen an männlichen Maßstäben gemessen würden (z. B. Erfolg im Beruf und Karriere). Solche Kritik ähnelt einigen christlichen oder konservativen Standpunkten im 'Westen'.

## Weiblichkeit im kulturübergreifenden Raum

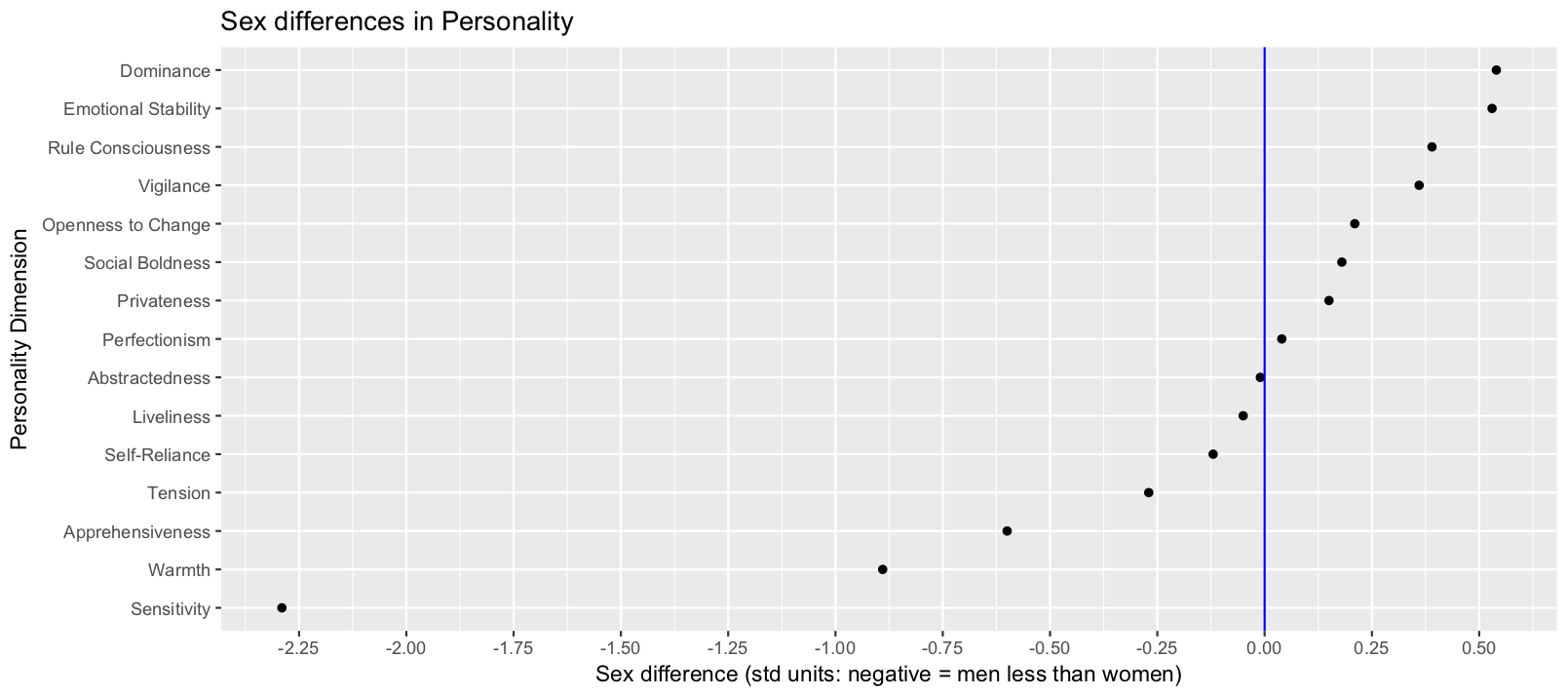
Normative Unterschiede der Persönlichkeit in den 16 grundlegenden Persönlichkeitsfaktoren nach dem Modell von Raymond Bernard Cattell. (Basierend auf Daten von M. Del Giudice, T. Booth, & P. Irwing, 2012)

Verschiedene Meta-Studien konnten kulturübergreifende Unterschiede zwischen männlichem und weiblichem Verhalten feststellen.